# Tropical Malady
Pour plus de détails, voir Fiche technique et Distribution.
Tropical Malady (en thaïlandais สัตว์ประหลาด, Sud pralad ; RTGS : Satpralat) est un film thaïlandais réalisé par Apichatpong Weerasethakul, sorti le 18 mai 2004.

## Synopsis
Keng, un jeune soldat, et Tong, un garçon de la campagne, sont amoureux. Ensemble, ils mènent une vie tranquille s'organisant autour de promenades en ville et de la douceur des journées à la lisière de la forêt tropicale. Un jour, des troupeaux de la région sont attaqués par un animal féroce et plusieurs vaches sont égorgées ; dans le même temps, Tong disparaît. Une très ancienne légende locale raconte que, quelquefois, un homme peut se transformer en animal. Keng décide de partir à la recherche de la créature sauvage au cœur d'une jungle luxuriante et inquiétante...

## Fiche technique
- Titre : Tropical Malady
- Titre original : Sud pralad
- Réalisation : Apichatpong Weerasethakul
- Assistants réalisateurs : Suchada Siridhanawuddhi[1], Sompot Chidgasornpongse[2],[3]
- Scénario : Apichatpong Weerasethakul
- Production : Charles de Meaux[4] et Axel Moebius
- Sociétés de production : Anna Sanders Films, TIFA, GMM Grammy PCL, Downtown Pictures, Thoke+Moebius Film, Kick the Machine[5]
- Musique : Inconnu
- Photographie : Jarin Pengpanitch, Vichit Tanapanitch et Jean-Louis Vialard
- Ingénieur du son : Akritchalerm Kalayanamitr
- Costumier : Pilaitip Jamniam
- Maquilleur : Ach Intapura
- Montage : Lee Chatametikool[6] et Jacopo Quadri (Editing Advisor)
- Coordinateur des effets spéciaux : Markus Degen
- Pays d'origine : Thaïlande
- Format : Couleurs - 1,85:1 - Dolby Surround - 35 mm
- Genre : Drame, fantastique, romance
- Durée : 120 minutes
- Date de sortie : 18 mai 2004 (festival de Cannes), 24 juin 2004 (Thaïlande), 24 novembre 2004 (Belgique, France) [7]
- DVD : Aventi (éditions) [8]

## Distribution[9]
- Banlop Lomnoi : Keng, le jeune soldat
- Sakda Kaewbuadee : Tong, le garçon de la campagne
- Huai Dessom
- Sirivech Jareonchon
- Udom Promma

## Commentaires
Ce film s'inspire des très anciennes croyances thaïlandaises qui racontent que des hommes peuvent se transformer en animaux : en crocodile dans la légende de Kraithong, et dans Khun Chang Khun Phaen (thaï: ขุนช้างขุนแผน) (la première grande œuvre littéraire thaïlandaise, très longue épopée en vers qui se déroule vers l'an 1500) ; en tigre dans le court conte Un talapoin sorcier rapporté par Charles Hardouin en 1890 et dans le roman Une histoire vieille comme la pluie de l'écrivain thaïlandais Saneh Sangsuk publié en 2004...
Après Blissfully Yours et avant Syndromes and a Century, Tropical malady est le deuxième volet d'une trilogie que le réalisateur Apichatpong Weerasethakul consacre à ce qui le touche, ici lui-même, sa sexualité et ses peurs.
Le film est coupé en deux parties opposées : entre un amour paisible, et la perte totale de repère symbolisée par l'angoisse de Keng isolé dans la jungle qui chasse une bête sauvage alors que Tong a disparu après leur dernière rencontre. Cette approche binaire peut être interprétée par le public de façon tout à fait libre. Le magazine Télérama s'interroge : « Des deux volets du diptyque, fascinant de bout en bout, lequel est vécu par les protagonistes, lequel est délire ? ».
En effet, on peut le prendre comme une suite à l’idylle vécue entre les deux jeunes hommes, ainsi Keng partirait chercher son amour perdu dans la jungle. Mais on peut également imaginer qu'il s'agit d'un songe de la part d'un des deux hommes. Ou encore que la deuxième partie, raconte la même histoire que la première partie d'un point de vue différent, etc.
D'après le réalisateur dans un entretien de 2007, pour lui, la première partie est le présent face à la seconde qui est le passé « quand mon amant est parti ». Il raconte aussi en 2007 : « La jungle est un personnage, car tout être humain change, la nuit venue. On le perçoit mieux, à la manière des aveugles. Le personnage-jungle intervient dans ce sens. Il y a de moins en moins de dialogues à mesure que le film s'y enfonce, et pourtant la « conversation » s'intensifie. »

## Autour du film
- Pour justifier le titre de son film, le réalisateur explique que « Nous nous attachons à certaines choses, en particulier à la beauté de notre propre espèce. C'était déjà un thème de Blissfully yours, mais cette fois j'ai voulu montrer son aspect maladif. À un moment de notre vie, nous sommes quasiment « étouffés » par les merveilleux souvenirs de ceux que nous aimons. Les amants de Tropical Malady succombent de leur amour ».

## Distinctions
- Prix du meilleur film au Festival du film gay et lesbien de Turin
- Prix du Jury au Festival de Cannes 2004, premier film thaï à remporter cette prestigieuse récompense[22],[23].
- Prix de la critique lors du Festival international du film de São Paulo 2004.
- Prix du Jury lors du Festival international du film d'Indianapolis 2005.
- Nommé 3e dans la liste des dix meilleurs films de la décennie 2000-2009 par les Cahiers du cinéma[24]